# Pandora (DC Comics)
Pandora es un personaje ficticio que aparece en los cómics estadounidenses publicados por DC Comics. Ella se basa en Pandora de la mitología griega.

## Historial de publicaciones
En agosto de 2010, DC Comics lanzó Wonder Woman # 45, que introdujo a Pandora en una historia de fondo que involucra cómo Diana Prince y Pandora están conectadas con el destino de las Amazonas. Ella apareció en Flashpoint # 5 (octubre de 2011), creado por Geoff Johns y Andy Kubert. Desde entonces, posteriormente hizo un cameo en cada título inicial de The New 52. En agosto de 2013, DC Comics lanzó Trinity War, un arco de cómic que recoge desde el punto de vista de Pandora sobre su cruzada maldita para destruir los siete pecados capitales. Su arco de la serie duró 14 números y su destino aún está abierto para un mayor desarrollo de la historia.

## Historia Ficticia

### Precrisis
Pandora aparece por primera vez en New Comics # 5 (junio de 1936). Pandora fue una mujer que fue construida hace mucho tiempo por Hefesto y bendecida por los dioses olímpicos bajo la orden de Zeus para actuar como la encarnación viva de todo lo que es mujer. Pandora finalmente recibió una caja de Zeus como recuerdo para que se la presentara a su pareja, de la cual se le acusó de nunca abrir bajo ninguna circunstancia. Pandora finalmente eligió a Epimeteo como su compañero y lo convenció de abrir la caja que liberaba grandes males en el mundo mientras contenía la fuerza de la Esperanza dentro de la caja. Pandora finalmente se vio obligada a vagar por las tierras como una figura vilipendiada hasta que Gea la asimiló a la Tierra a instancias de ella.

### Flashpoint y New 52
Pandora aparece por primera vez en Flashpoint # 5 (octubre de 2011), la conclusión del evento "Flashpoint". Ella es responsable de causar que Flash fusione tres líneas de tiempo independientes (el Universo DC, el Universo Wildstorm y los cómics Vertigo) con el fin de crear un nuevo universo que se ve en las publicaciones de The New 52. Después, ella había hecho un cameo en el primer número de cada cómic inicial de New 52. Pandora no fue nombrada hasta enero de 2012, cuando Bob Harras publicó un teaser en el blog de DC Comics, afirmando que "Su nombre es Pandora".
Pandora aparece en una historia en Justice League # 6 (abril de 2012), donde tiene un diálogo con el Phantom Stranger. Se reveló que los dos tienen una conexión, a través del Círculo de la Eternidad, que los maldijo a caminar por la Tierra para siempre pero no pueden involucrarse.
Los orígenes de Pandora y aquellos que se convertirían en Question y Phantom Stranger son convocados a la Roca de la Eternidad por el Círculo de la Eternidad. Están etiquetados como la "Trinidad del pecado" y cada uno recibe un castigo. Por abrir una caja y liberar el contenido maligno, Pandora fue sentenciada a una eternidad de soledad, dolor y que le dijeran que es malvada. También se revela que ha vuelto a obtener su caja de la Habitación Negra de A.R.G.U.S., donde se había almacenado junto con varios otros artículos místicos.
El último mago del Consejo de la Eternidad aparece ante Pandora y le dice que no merecía el castigo que le dieron. Pandora le preguntó cómo abrir la caja, dijo que "solo el más fuerte de corazón o el más oscuro ... puede abrir la caja y reclamar su poder... y puede transformar el..." antes de desaparecer en un rayo de relámpago. Su propia serie tenía solo 14 números y un New 52's Future's End One Shot.
La caja de Pandora se reveló más tarde, en Maldad Eterna, no como un artefacto místico, sino como un dispositivo para acceder a la Tierra-3, lo que subraya la inocencia de Pandora. Pandora se repitió durante todo el evento  crossover Forever Evil: Blight, que tuvo lugar en Constantine, los títulos de Trinity of Sin y Justice League Dark. Después de visitar Heaven con Justice League Dark, Pandora comienza a comprender más sobre su verdadera naturaleza, que tiene algo que ver con las luces, y descubre la capacidad de manifestar una forma de ángel dorado mucho más poderosa. En última instancia, su descubrimiento de estos poderes es fundamental para derrotar a Blight, una poderosa entidad malvada compuesta por el lado oscuro de la humanidad y el potencial del mal.
En Trinity of Sin - Pandora: Futures-End, se revela que los "Siete Pecados Mortales" son en realidad parte de Pandora y que son parte de un ciclo interminable que terminó con uno de ellos victorioso y causando que el multiverso colapsar y reiniciar. Esta vez, la parte de ella que es Hope gana y termina el ciclo.
En el especial de Renacimiento de 80 páginas del Universo DC, Pandora es asesinada y desintegrada por un misterioso asaltante después de que ella implica que él fue el responsable de todos los pecados por los cuales ella fue culpada.

## Poderes y habilidades
Los poderes de Pandora consisten en la inmortalidad, la magia y el conocimiento sobrenatural. Ella es experta en artes marciales y también es experta en armas, y tiene acceso a armamento mágico. Ella es omnilingüe también.
Incluso fue capaz de derrotar a los Siete Pecados Capitales fácilmente, con cada Pecado capaz de eliminar un Multiverso completo del tamaño de DC Comics con facilidad, lo había hecho varias veces antes. 